# Partido Mexicano Socialista
El Partido Mexicano Socialista (PMS) fue un partido político mexicano de izquierda e ideología socialista. Fundado formalmente el 29 de marzo de 1987 con la fusión del Partido Socialista Unificado de México (que le cedería el registro en el sistema electoral), el Partido Mexicano de los Trabajadores, el Partido Patriótico Revolucionario, la Unión de Izquierda Comunista y el Movimiento Revolucionario del Pueblo, en aras de participar en las elecciones presidenciales de 1988. Fue el último esfuerzo de unificación de los diferentes partidos de izquierda mexicanos y el último partido político que usó oficialmente la palabra socialista en su nombre. Existió entre 1987 y 1989, año en el que cedió su registro al Partido de la Revolución Democrática (PRD).

## Historia
Las confrontaciones ideológicas al interior del Partido Socialista Unificado de México hicieron crisis entre 1982 y 1985, especialmente las vinculadas a la postura partidista frente a dos coyunturas, las acciones del gobierno mexicano relacionadas con la nacionalización de la banca y el proceso de apertura en Polonia, gestado por el sindicato "Solidaridad". Las posturas divergentes ocasionaron el abandono de algunos líderes, pero también de militantes en varias regiones del país. En este contexto, uno de sus dirigentes, Pablo Gómez Álvarez, encargado de la evaluación partidista del proceso electoral de 1985 (donde el partido conservó el registro, pero tuvo una caída de la votación respecto a 1982), recomendó en su informe una nueva fusión con organizaciones de izquierda de todas las corrientes, para complementar una estrategia atractiva para los votantes, fuera de los círculos tradicionales donde había influencia del partido y sus ideas.
Por otro lado, el Partido Mexicano de los Trabajadores, dirigido por Heberto Castillo, había perdido el registro en las elecciones de 1985. Anteriormente había rechazado la unión con el antiguo Partido Comunista Mexicano en 1981, por oponerse al uso de la hoz y martillo en el nuevo símbolo, por la intención de Heberto Castillo de ser el candidato presidencial, pero fundamentalmente por el rechazo de esta organización a únicamente incluir en los cuadros del PSUM, como candidatos y dirigentes, a personas vinculadas a las clases trabajadoras, excluyendo al componente de clase media e intelectuales, característico del PMT (algo interpretado, por el PCM, como un intento de abandonar la tradicional lucha obrera y campesina), que en sus estatutos y plan de acción omitía los términos conceptuales propios del socialismo como "clase obrera", "lucha de clases", "marxismo" y "socialismo".
En medio de esas problemáticas, ambos partidos retomaron el diálogo institucional para buscar una alianza o la fusión misma para la siguiente elección. Los contactos comenzaron en 1986. El PMT buscaba solucionar su excesiva centralización que lo tenía alejado del interior de la república, donde no tenía presencia; y el PSUM, ampliar la base social de su militancia, más allá de obreros, campesinos y sectores populares. Las asambleas destinadas al proyecto de fusión extendieron la invitación a todas las fuerzas de izquierda; nuevamente los otros dos partidos con registro, el Partido Socialista de los Trabajadores (que en 1987 se transforma en el Partido del Frente Cardenista de Reconstrucción Nacional) y el Partido Revolucionario de los Trabajadores se niegan. No obstante, responden a la convocatoria el Partido Patriótico Revolucionario, la Unión de Izquierda Comunista y el Movimiento Revolucionario del Pueblo. 
El Partido Mexicano Socialista surgió en una asamblea celebrada el domingo 29 de marzo de 1987, en que participaron unas cinco mil personas, quienes decidieron unificar en un solo partido político la tradición más importante de los partidos de izquierda en México. La histórica aspiración de la izquierda mexicana de constituir una sola organización política, se había postergado por diferencias ideológicas que ese día eran superadas. El lema acordado fue «Por la democracia, la independencia nacional y la revolución». No obstante, las presiones del PMT guiaron la línea ideológica y programática del partido, que desechó el uso de la hoz y el martillo, así como la filiación marxista-leninista; apostando más por la vinculación con el villismo, zapatismo y cardenismo, y el uso de los colores nacionales en el nuevo escudo institucional.
La asamblea acordó que, entre julio y octubre, se celebraría el congreso que se seleccionaría su candidato presidencial para el proceso electoral de 1988. La decisión fue ampliada, y por primera vez en la historia de México, un candidato presidencial fue electo en una votación popular, pues el partido, respaldando a las organizaciones de izquierda social que lo acompañaban, abrió la votación a toda la población.
El partido postuló como su candidato al ganador de dicha elección primaria, Heberto Castillo, quien inició la campaña electoral a seis meses de la jornada electoral. Sin embargo, a un mes antes de la realización de las elecciones, Castillo decidió declinar su candidatura en favor de Cuauhtémoc Cárdenas Solórzano e integrarse en el Frente Democrático Nacional (Frente amplio de partidos de izquierda) que lo postulaba a la Presidencia de la República.
La elección de 1988 fue la primera jornada electoral verdaderamente competida en el país en décadas. Ante ello, la Comisión Federal Electoral, encabezada por el Secretario de Gobernación Manuel Bartlett Díaz se había comprometido a dar con la mayor brevedad anticipos de cómo iban los resultados electorales. Cárdenas arrasó en su estado natal, Michoacán, y en el Distrito Federal, cuyos resultados fueron los primeros en llegar. Con este primer panorama, simplemente se dejaron de dar resultados aduciendo fallas en el sistema de cómputo y que la autoridad electoral se atendría a los cómputos distritales que comenzarían días después. En palabras coloquiales se dijo que se cayó el sistema de cómputo, pero la oposición aseguraba que más bien se calló el sistema para maquillar los informes de resultados.
El partido oficial se impuso en el proceso postelectoral, pero jamás se pudo tener certidumbre en que los resultados oficiales hubiesen correspondido con la realidad. No obstante, en el tema legislativo se logró el mayor avance de la historia, hasta entonces, para la izquierda opositora; en el reparto de las curules obtenidas, el PMS fue el más beneficiado, recibió la mayoría de las diputaciones ganadas por el Frente Democrático Nacional, y las cuatro senadurías ganadas, las primeras para un partido opositor desde 1929.
Ante el éxito del Frente Democrático Nacional, se quiso capitalizar este activo político, y Cárdenas propuso crear un nuevo partido político: el Partido de la Revolución Democrática (PRD), el cual se fundó el 5 de mayo de 1989, con la Corriente Democrática que había salido del PRI con él a la cabeza, junto con Porfirio Muñoz Ledo e Ifigenia Martínez. Días después, el 14 de mayo el PMS celebró su última asamblea en la que acordó su disolución, cediéndole su registro al recién formado PRD, el acuerdo incluyó la cesión de todo el grupo parlamentario en ambas cámaras que correspondía al PMS.

## Presidentes del PMS
- Heberto Castillo (1987-1989)

## Resultados electorales

### Elecciones presidenciales
|  | 4.5 % |

|  | 31.12 % |

### Cámara de Diputados
| Elección | Legislatura | Distrito | Distrito | RP    | RP | Curules | Posición | Presidencia               | Presidencia |
| Elección | Legislatura | votos    | %        | votos | %  | Curules | Posición | Presidencia               | Presidencia |
| -------- | ----------- | -------- | -------- | ----- | -- | ------- | -------- | ------------------------- | ----------- |
| 1988     | LIV         | 810 332  | 4.31     |       |    | 19/500  | Minoría  | Carlos Salinas de Gortari |             |

### Senado de la República
| Elección | Legislaturas | Estados | Estados | Escaños | Posición | Presidencia         | Presidencia |
| Elección | Legislaturas | votos   | %       | Escaños | Posición | Presidencia         | Presidencia |
| -------- | ------------ | ------- | ------- | ------- | -------- | ------------------- | ----------- |
| 1988     | LIV y LV     | 770 659 | 4.07    | 4/64    | —        | Miguel de la Madrid |             |